# Broad Street (metropolitana di New York)
Broad Street è una fermata della metropolitana di New York situata sulla linea BMT Nassau Street. Nel 2019 è stata utilizzata da 2 172 223 passeggeri. È servita dalla linea J sempre e dalla linea Z solo nell'ora di punta del mattino in direzione Manhattan e nell'ora di punta del pomeriggio in direzione Queens.

## Storia
La stazione fu aperta il 29 maggio 1931. Tra il 1990 e il 2015 la stazione era chiusa nei fine settimana, risultando una delle sole quattro della rete a non essere aperta 24 ore su 24.

## Strutture e impianti
La stazione è sotterranea, ha due banchine laterali e due binari. È posta al di sotto di Nassau Street e Broad Street e ha un mezzanino posizionato nella zona settentrionale che dispone di una scala nella piazza del 28 Liberty Street e due all'incrocio con Wall Street. Fuori dall'area tornelli esiste anche un collegamento che porta alla stazione Wall Street della linea IRT Lexington Avenue. Entrambe le banchine sono dotate, nella zona meridionale, di un gruppo di tornelli con tre scale che portano all'incrocio con Exchange Place.

## Interscambi
La stazione è servita da alcune autolinee gestite da NYCT Bus.
- Fermata autobus